# Carlos Guastavino
Carlos Guastavino (* 5. April 1912 in Santa Fe; † 28. Oktober 2000) war ein argentinischer Komponist.

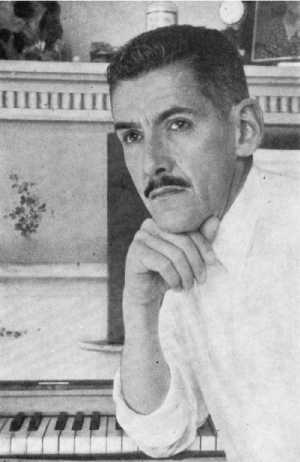
Carlos Guastavino

## Leben
Guastavino hatte in Santa Fe Klavierunterricht bei Esperanza Lothringer und Dominga Iaffei, den er in Buenos Aires bei Germán de Elizalde fortsetzte. Dort nahm er außerdem Kompositionsunterricht bei Athos Palma. Mit einem Stipendium des British Council hielt er sich von 1947 bis 1949 in London auf. Er nahm für die BBC eigene Klavierwerke auf, und unter Leitung von Walter Goehr spielte das BBC Symphony Orchestra die Uraufführung der Orchesterversion der Tres Romances Argentinos.
Zu den Werken Guastavinos gehören mehr als 150 Lieder nach Texten von Rafael Alberti, Leon Benaros, Hamlet Lima Quintana, Atahualpa Yupanqui, Pablo Neruda, Gabriela Mistral, Jorge Luis Borges und anderen. Im Auftrag von Colonel Wassily de Basil komponierte er das Ballett fue una vez..., das von dessen Original Ballet Russe 1942 am Teatro Colón uraufgeführt wurde. Seine Suite Argentina wurde von Isabel Lopez’ Ballet Espanol in London, Paris, Barcelona und Havanna aufgeführt. Guastavino komponierte außerdem zahlreiche Klavierwerke (herausragend die 10 Cantilenas Argentinas, 1956–58), drei Sonaten für Gitarre, weitere kammermusikalische Werke, Chormusik und weitere Orchesterwerke, zudem auch zahlreiche Arrangements eigener Werke.
Es wurde u. a. mit Preisen der Stadt Buenos Aires, der Organisation of American States und des Inter-American Music Council ausgezeichnet. Im Gegensatz zu seinem Zeitgenossen Alberto Ginastera zeigte sich Guastavino unbeeinflusst von der musikalischen Avantgarde. Mit seiner romantischen Tonsprache hatte er großen Einfluss auf die argentinische Folk- und Popularmusik der 1960er Jahre.